# Angelo Participazio

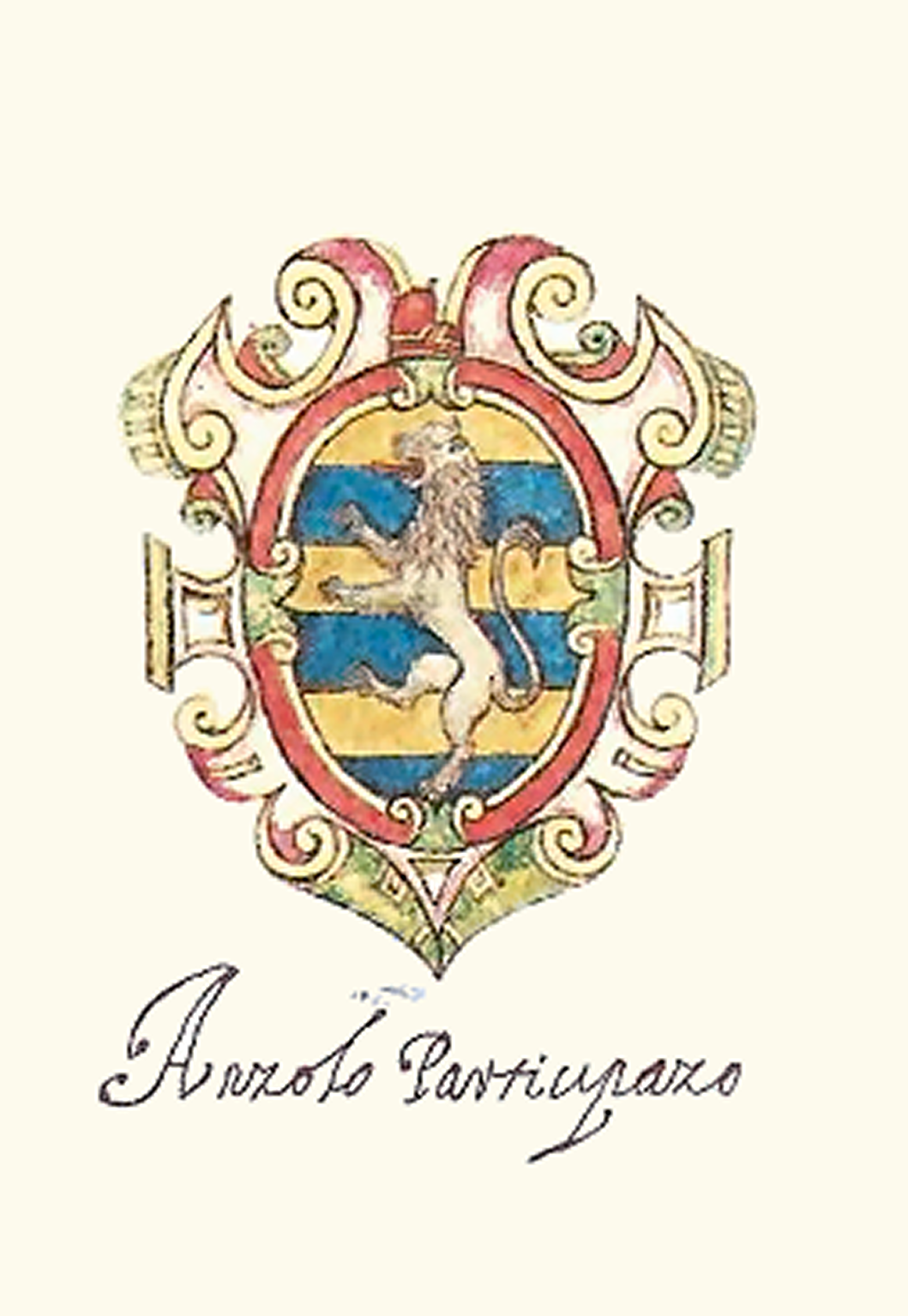
Angelo Participazio címere

Angelo Participazio (másképp Agnello vagy Anhello Particiaco), (Velence, 8. század – Rialto, 827) léphetett tizedikként Velence város dózséinak sorába. Ő volt az első a híres Participazio családból, amely a velencei gyakorlattal ellentétben komoly dinasztikus hatalmat építhetett ki a lagúnák városában. A mozgalmas évek, a felborult béke után Agnello uralkodása a nyugalmat és fejlődést hozta el az Adria királynőjének.

## Felemelkedés
Angelo az egyik legtehetősebb családból származott, amely a lagúnák területén igen tekintélyes hatalommal rendelkezett. A Heracleiából származó família nagy földbirtokokat és gazdag kereskedőflottát tudhatott magáénak. A hagyományosan bizánci befolyásoltságú városban nevelkedő Angelo kiváló ismereteket szerzett a hajózásról, és a gazdasági ügyekhez is kitűnő képzést kapott.
A nemes ifjú nem is képzelte, hogy valamikor közel kerülhet a lagúnák trónjához. Azonban a sors úgy hozta, hogy elődjének, Obelerio Antenoreónak a Frank Birodalom és a bizánci császár közti kényes egyensúlyt sikerült megbontania, és az Obeleriot trónhoz juttató frankpárti politikája ellenére a frank herceg, Pippin flottája a város ellen bontott vitorlát. A dózsénak szüksége volt egy hadi tanácsra, amely a hatalmas túlerő problémájára megoldást tud találni. Ennek legkiemelkedőbb alakja Angelo lett, aki a frank hajóhadat becsalta a lagúnák szűkös csatornái közé, ahol könnyűszerrel el lehetett pusztítani Pippin hadait. Az ünnepelt hőst a nép végül 809-ben az elűzött dózse helyére emelte.

## Béke és a születő új város
Angelo kiváló hadi taktikája azonban nem simította el a viszályt. A frankok bosszút esküdtek, Konstantinápoly pedig árulónak tartotta a dózsét. Angelo közvetítésével végül sikerült tárgyalóasztalhoz ültetnie a két nagyhatalom képviselőit, és megszületett az aacheni béke. Ebben a békében Nagy Károly elismerte Bizánc fennhatóságát Velence felett. Ennek hátterében az állhatott, hogy a frank vezetés elképzelései szerint Konstantinápoly túl távol van Velencétől a befolyás hathatós érvényesítéséhez. A békében Károlynak el kellett ismernie vereségét, és ezért biztosította a velencei kereskedők szabad útját a nyugati birodalom területén is.
A megnövekedett hatalmú Velence Angelo vezetésével igen előnyös szerződéseket kötött a szomszédos hatalmakkal. A lagúnák népe hatalmas ovációval köszöntötte dózséját, aki nem sokáig tétlenkedett, és mindenekelőtt nekilátott helyrehozni a viszályok által feldúlt várost. A korábbi dózseválasztás elpusztította Heracleiát, a bizánci blokád a kereskedelmet tépázta meg, a frank támadás pedig végigsöpört a lagúnák legtöbb szigetén, romokat, elpusztult épületeket hagyva maga után.
Angelo soha nem látott építkezésekbe fogott. Torcello, Burano, Heracleia és Rivoalti (a későbbi Rialto) ebben a korban sokat fejlődött, és kezdett kialakulni a ma ismert Velence formája is a Rivo Alto szigeten. A szigetek között kecses hidak épültek, és a vízi közlekedés megkönnyítésére több csatornát is vágtak a szigetek földjébe. Ekkor jött létre a Canal Grande is, amely mind a mai napig a város fő ütőere.
Angelo székhelyét Malamocco szigetéről áthelyezte Rivo Altora, amely emlékezetes csatájának helyszíne volt, hiszen itt sikerült megsemmisíteni a frank flottát. A szigeten megépült a Dózse palotaerődje, jelezve a város növekvő hatalmát. A kis híján lakatlan, újonnan beépített szigetekre a dózse határozatai alapján kedvezményes áron építkezhettek a velencei polgárok, de Angelo Itáliából is betelepített több germán eredetű családot.
A gazdaság hamar megérezte a békeszerződés előnyeit, és a Földközi-tenger egész medencéjét velencei hajók árasztották el. Bizánctól Hispániáig hatalmas forgalmat bonyolítottak le a város kereskedői. A rohamléptekben fejlődő velencei gazdaság lehetővé tette, hogy Angelo, megpróbálkozzék egy újabb merész gazdasági lépéssel, nevezetesen a pénzveréssel. Ezt a jogot az időközben Jámbor Lajos nyugati császár jóváhagyásával merte csak bevezetni, hiszen a pénzverés újabb nagy lépésnek minősült a függetlenség felé. Angelo pénzverdét állíttatott fel, és az ő uralkodása alatt születtek meg az első velencei pénzérmék, amelyen még a Rivoalti felirat volt olvasható.

## Dinasztikus törekvések
A megnövekedett hatalmú Velence igen sokat köszönhetett Angelónak, aki ezzel nagyon is tisztában volt, és megpróbálta hatalmát örökletessé tenni, mint ahogyan arra már több elődje is kísérletet tett. A velencei nép Angelo elképzeléseit nem fogadta lelkesen, ugyanis emlékeztek még a régebbi idők zsarnok dózséira, akiket szintén nem a velencei nép választott. Angelónak azonban akkora hatalma és befolyása volt, hogy végül a lagúnák lakói beleegyeztek a dinasztikus jellegű trónöröklésbe azzal a feltétellel, hogy két személy ellenőrzi a dózsékat, akik egyúttal a város igazságszolgáltatását is felügyelhetik.
Angelo kapva az adandó alkalmon másodszülött gyermekét, Giovannit tette meg társuralkodójának, ugyanis legidősebb gyermeke, Giustiniano éppen Bizáncban vendégeskedett. A hír hallatára azonban hamarosan hazatért a legidősebb fiú, és mivel Angelo nem akart összetűzésbe kerülni V. Leó császárral, aki Giustinianót támogatta, mellőzte Giovannit, és idősebbik gyermekét ültette maga mellé a trónra.
Giustiniano elhatározta, hogy frankbarát öccsét Zárába küldi, hogy az ottani bizánci befolyáshoz idomuljon. Giovanni azonban Zárából megérkezése után nem sokkal Bergamóba szökött. Itt a nyugati uralkodó, Lajos követeivel tárgyalt velencei trónjáról, de a császár nem akart ismét szembekerülni V. Leóval. Ekkorra fény derült Giovanni mesterkedéseire is, és apja úgy döntött, hogy Bizáncba száműzi kisebbik fiát.
A nyugati politika ezt nem vette jó néven, hiszen Giovanni a frankok pártján állt, és általa befolyást szerezhettek volna a velencei politikában. Ezért I. Lothár, I. (Jámbor) Lajos gyermeke titkos szövetséget kötött a gradói pátriárkával, akinek központja abban az időben a velencei Olivolo szigetén volt. A dózse elleni ármány hamarosan napvilágra került, ezért Angelo bosszút fogadott a pátriárka, Fortunato ellen. Fortunato még a dózse megtorlása előtt elmenekült Velencéből, de híveit elfogták és kivégezték.
Angelo 827-ben halt meg az általa emelt palotában. Idős korára már nem sokat foglalkozott az uralkodással, azt egyre inkább gyermeke, a későbbi dózse, Giustiniano vette át, akit viszont Angelo másik fia, Giovanni követett a trónon. A nagy hatású dózsét a Fusina közelében álló Szent Hilarius-kápolnában helyezték örök nyugalomra.
| Előző uralkodó: Obelerio Antenoreo | Velencei dózse 810–827 | Következő uralkodó: Giustiniano Participazio |